# Antonín Ivanský
Antonín Ivanský (Ivánski, 4. července 1910 Přívoz – 8. ledna 2000 Ostrava) byl sochař působící v Ostravě a představitel socialistického realismu.

## Život
Narodil se v rodině železničního zřízence Antonína Ivanského z Haliče. V letech 1926–1929 studoval řezbářství na Státní odborné škole pro zpracování dřeva v Chrudimi. V letech 1929–1931 a 1933–1936 studoval Uměleckoprůmyslovou školu v Praze u profesora Josefa Mařatky. Po ukončení studií se vrátil do Moravské Ostravy. 
Jeho pracemi byly postavy dělníků, horníků a koksařů. V roce 1937 vyhotovil sochu horníka v nadživotní velikosti pro Vítkovické doly. Socha stála před budovou bývalého ředitelství OKD. Dalšími plastikami byly busty T. G .Masaryka, které byly umístěny v Petřkovicích a ve Slezských Rudolticích. V roce 1939 byl zatčen gestapem za účast na odbojové činnosti. Vězněn byl v Olomouci, Brně v Kounicových kolejích a v říjnu 1940 byl deportován do koncentračního tábora Mauthausen. Po ukončení druhé světové války se vrátil do Ostravy. Jeho tvorba byla podřízena společenské objednávce té doby. V letech 1973–1977 učil externě na katedře výtvarné výchovy PF Ostrava. Od roku 1945 byl předsedou Sdružení politických vězňů, v roce 1949 byl předsedou Moravskoslezského sdružení výtvarných umělců a následně Svazu čs. výtvarných umělců.
V roce 1975 obdržel titul zasloužilý umělec a v roce 1980 Řád práce.

## Dílo

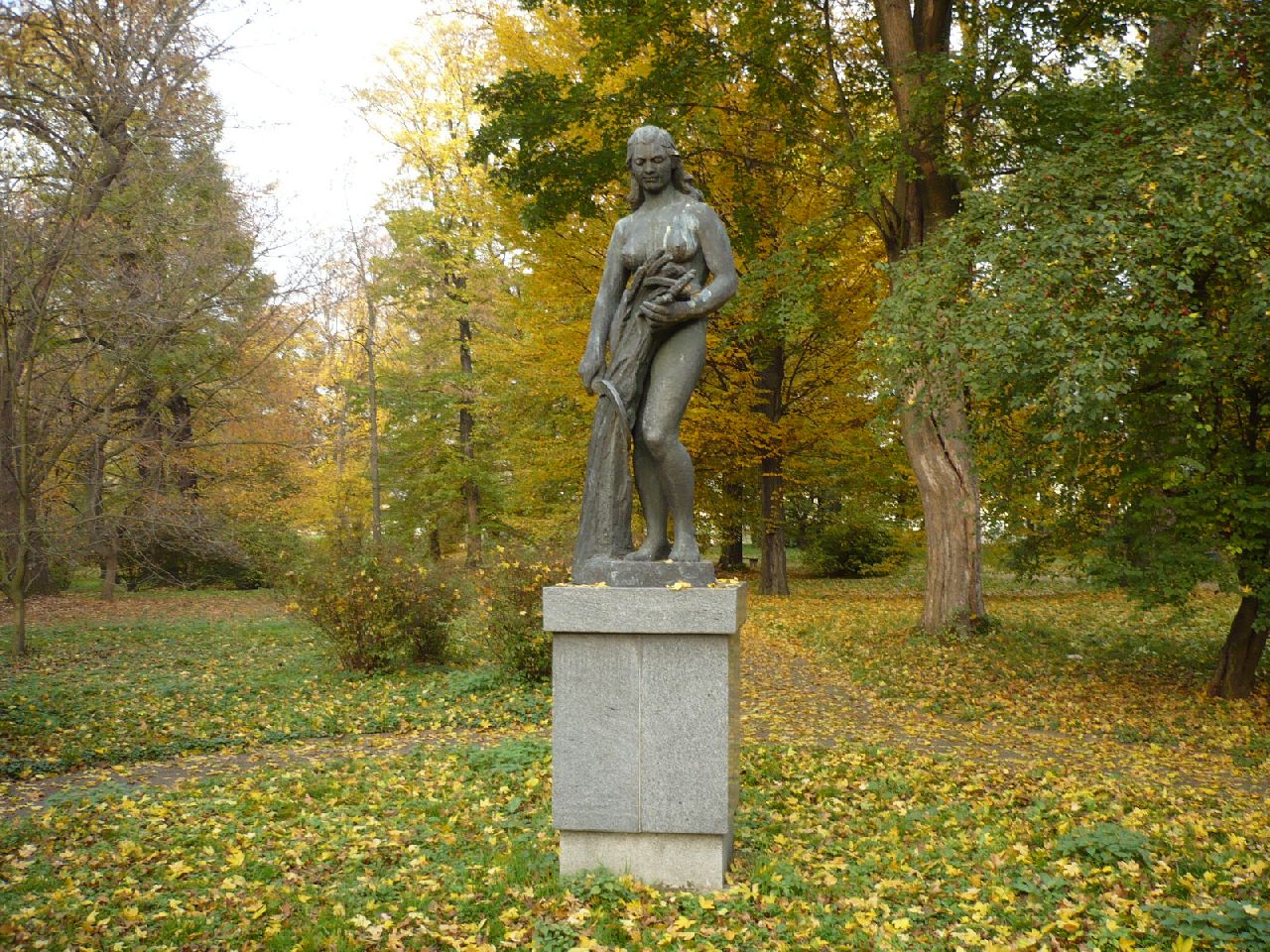
Úrodná Haná v areálu Podzámecké zahrady Kroměříži z roku 1948

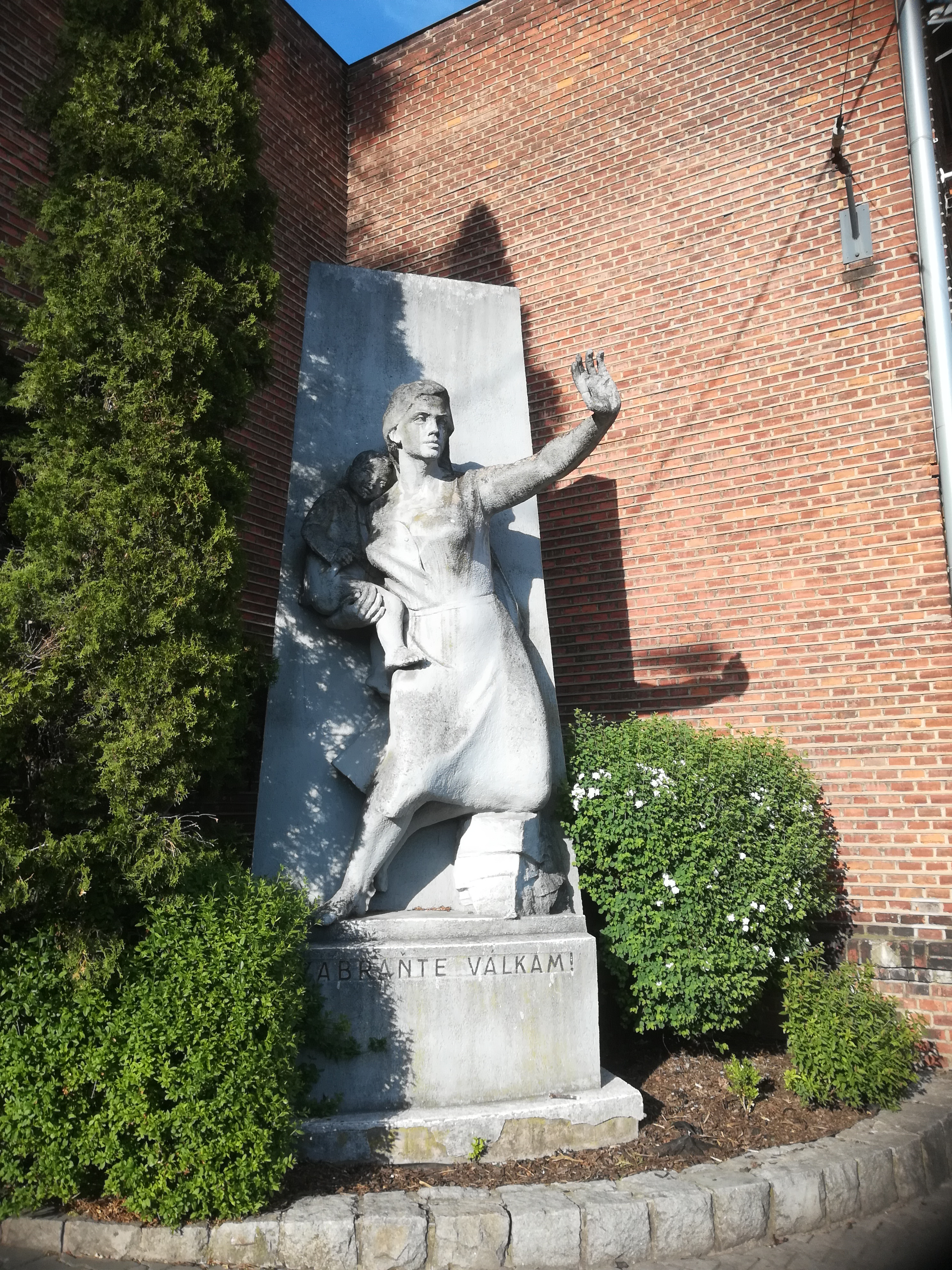
Zabraňte válkám / Vietnam

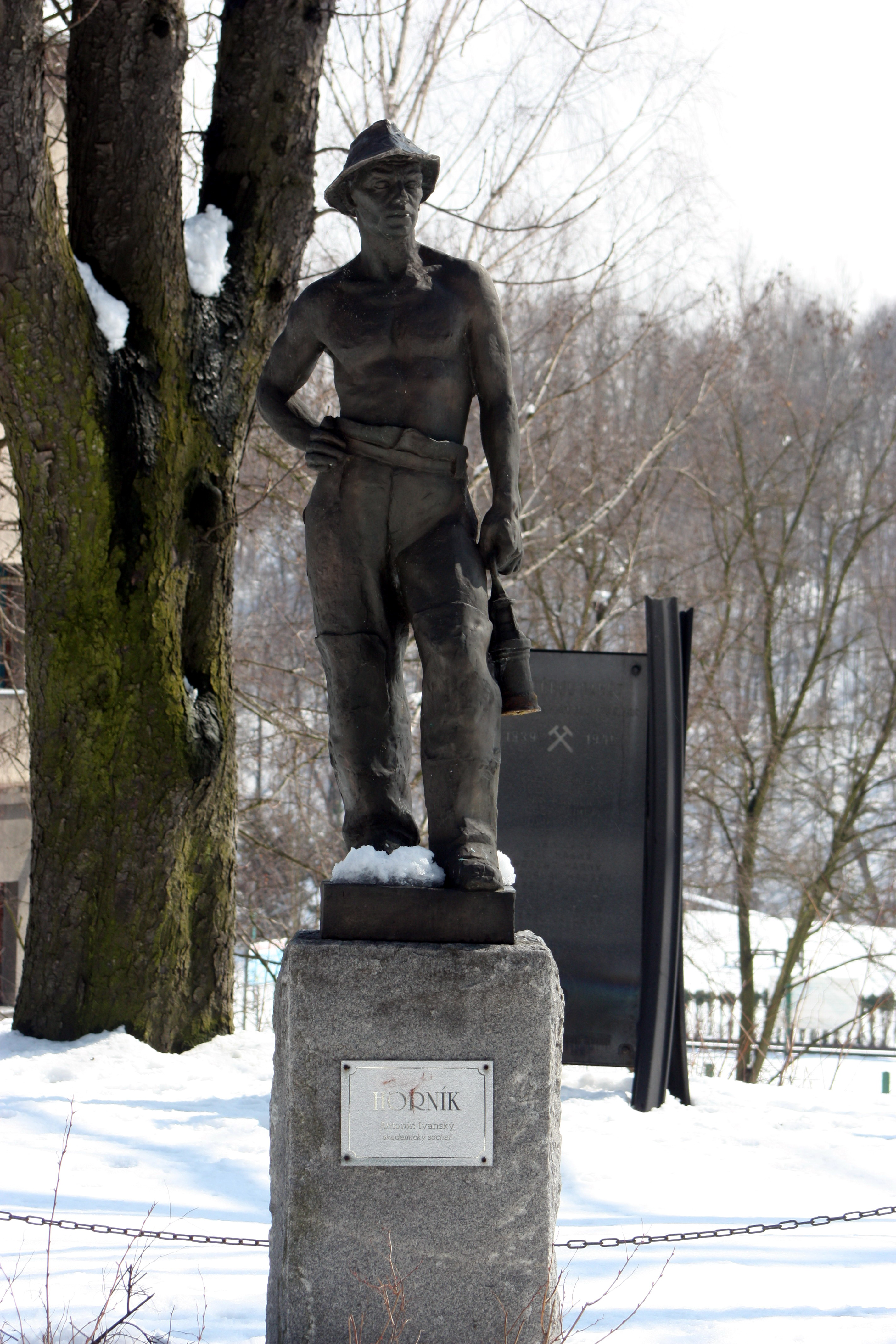
Horník v areálu Landek Park v roce 2013

Výstavy jeho prací byly uskutečněny nejen v Ostravě, ale i v Praze, Brně nebo v Drážďanech, Katovicích, Varšavě atd.
Abecední seznam ostravských soch:
- abstraktní reliéf, 1968
- Budování Poruby, počátek 60. let 20. století (?)
- busta Tomáše Garrigua Masaryka, 1945–1948
- Dělník s kamenem, 1981–1986
- Drama a Opera, 1954–1955 (Karel Vávra, Antonín Ivanský, divadlo A. Dvořáka, Ostrava)
- Drama a Opera, 1954 (?) (Karel Vávra, Antonín Ivanský)
- Horník, 1938–1939
- Horník, 1938–1939
- Horník / Mladý havíř, 1952
- Hutník, 1959–1962 (Alšovo náměstí, Ostrava)
- Kotlář / Památník umučeným dělníkům Vítkovických železáren / V boji za vlast, 1949 (vstup do kotlárny v Ostravě-Vítkovicích)
- Labutí polibek, 1995
- Mír / Dívka s holubicí, 1986 (U Lasa, Ostrava)
- Padlým a umučeným / Památník obětem druhé světové války, 1951 (Matrosova ulice, Ostrava-Hulváky)
- Padlým za vlast / památník obětem druhé světové války, konec 40. let 20. století (?)
- Památník odboje, 1961 (křižovatka Nádražní a 30. dubna, Ostrava)
- Památník padlým novinářům, 1947
- Památník zaměstnancům pivovaru padlým za druhé světové války / V mauthausenských drátech, 1947
- Pamětní deska umučeným příslušníkům bezpečnostních sborů, 1969–1970 (Karel Vávra, Antonín Ivanský)
- Průzkumný vrt, Zkoumání horniny v laboratoři, Výjev z dolu, Konstrukce mostu a návrat dělníka domů, 1956
- Ptáci / Holubice, 1963
- Sedící dívka, 70.–80. léta 20. století (?)
- Úroda / Žena s klasy, 1952 (náměstí SPB, Ostrava)
- Vinobraní / Žena s hrozny, 1952 (ulice Matěje Kopeckého, Ostrava)
- Vladimír Iljič Lenin, 1971–1976 (Ostrava-Poruba, v roce 1989 odstraněn)
- Zabraňte válkám / Vietnam, 1958–1959 (Důl Michal, Ostrava-Michálkovice)